# الإلكترونات الرطبة

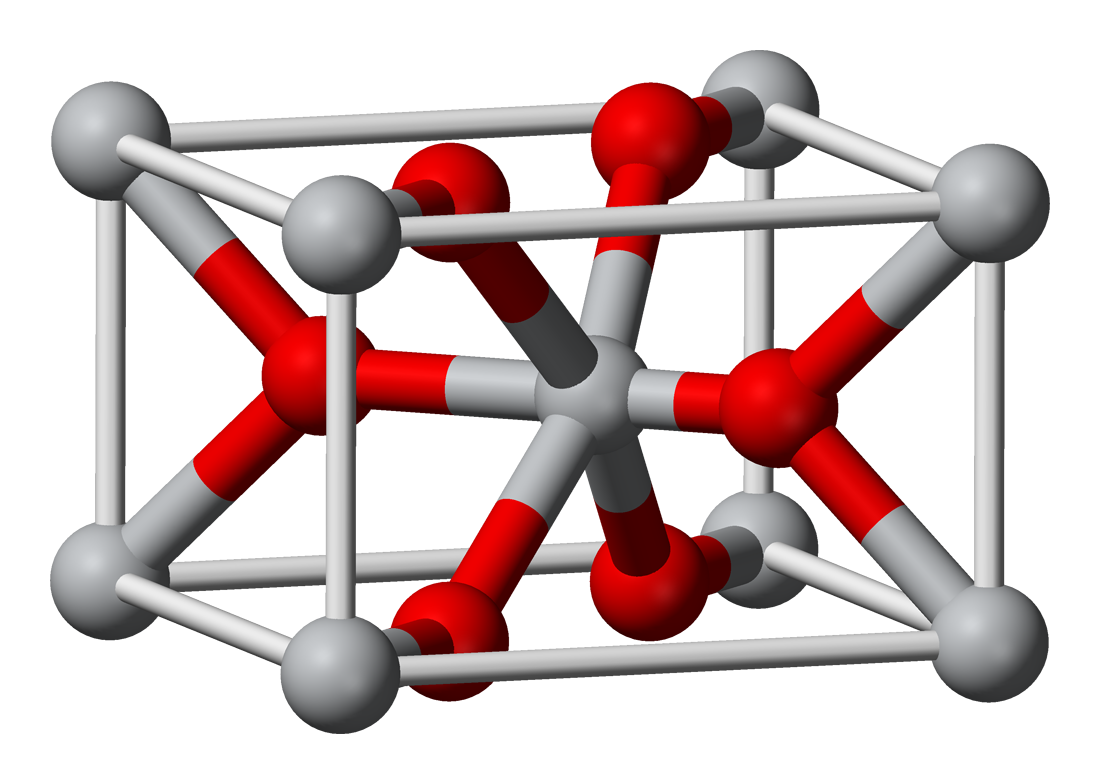

الإلكترونات الرطبة هي التي تحدث على سطح أكاسيد المعادن، وهي حالة انتقالية للإلكترونات بين الحالة الصلبة والسائلة للمادة. تنجذب فيها الإلكترونات الرطبة إلى أيونات الهيدروكسيد موجبة الشحنة والتي تتكون على أسطح الأكاسيد في وجود الرطوبة الجوية فتؤثر هذه الإلكترونات بدورها على تفاعل المواد الأخرى مع الأكسيد.

## نبذة
يمكن لذرات الهيدروجين الموجودة في الماء أو الهيدروكسيد أن تشارك في الروابط الهيدروجينية أو ان تكون متدلية. في حين يتم تثبيت الإلكترونات الرطبة بشكل أساسي من خلال الذرات المتدلية الموجودة على الهيدروكسيد، والتي تكون أكثر حمضية من الماء ، وتساهم ذرات الهيدروجين المتدلية من جزيئات الماء أيضًا في إستقرارالإلكترونات الرطبة . تشبه هذه العملية اتباع المسار ذو أدنى ارتفاع بين واديان وبينهما جبل. حيث أن الحد الأدنى من الطاقة اللازمة لتغيير الإلكترون من الحالة الصلبة إلى الحالة السائلة يتوافق مع المرور في حالة الإلكترون الرطب. أي ان الإلكترونات الرطبة هي حالة انتقالية (نقطة سرج) بين الإلكترونات في الحالة السائلة والصلبة.